# فوئنتسپینا
فوئنتسپینا (به اسپانیایی: Fuentespina) یک شهرستان در اسپانیا است.